# Aphrodisium basifemoralis
Aphrodisium basifemoralis là một loài bọ cánh cứng trong họ Cerambycidae.